# Novena a Nossa Senhora do Perpétuo Socorro

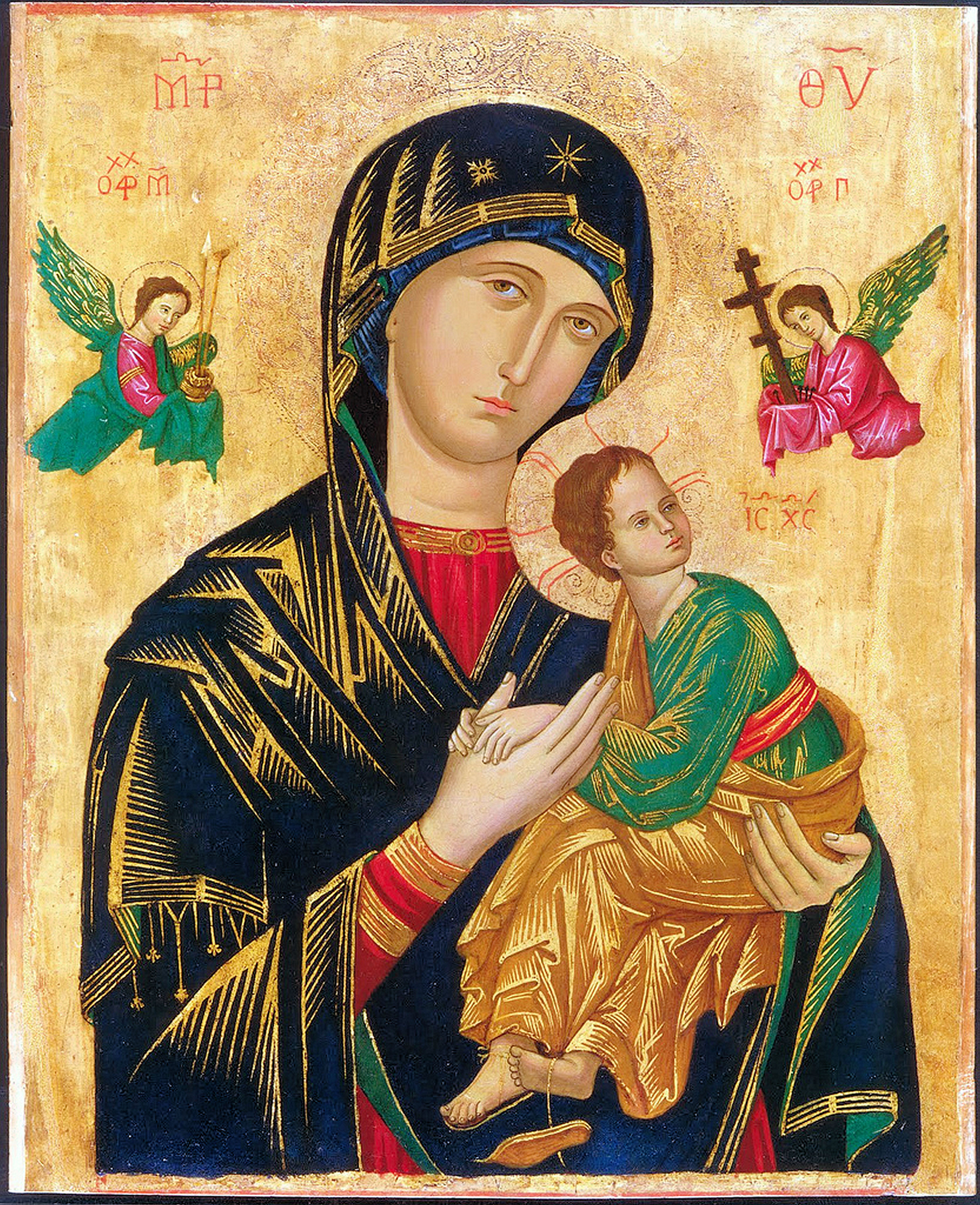
Ícone de Nossa Senhora do Perpétuo Socorro, datado de pelo menos antes de 1499.

A Novena a Nossa Senhora do Perpétuo Socorro é um livro que contém um conjunto de orações a Maria, Mãe de Jesus, incluindo a novena católica a Nossa Senhora do Perpétuo Socorro, e foi originalmente publicada em Jaén, Espanha, em 1899. Foi então amplamente republicada por padres americanos da Congregação do Santíssimo Redentor (redentoristas) em 1927, e posteriormente revisada por padres redentoristas irlandeses e australianos em 23 de junho de 1948.
O presente livreto tem como principais coautores o padre redentorista australiano Leo James English e o frade Gerard O'Donnell, e é atualmente usado oficialmente em todas as semanas na Igreja de Sant'Alfonso di Liguori all'Esquilino, em Roma, onde o ícone original de Nossa Senhora do Perpétuo Socorro está permanentemente consagrado.
A popularidade da novena tornou-se conhecida pela autorização concedida pela Santa Sé para a divulgação do ícone, juntamente com orações que abordavam o fortalecimento dos casamentos, a cura de doenças e a ajuda na procura de emprego, ganhando assim um rápido seguimento das massas.

## História
A novena mais antiga a Nossa Senhora do Perpétuo Socorro que se têm acesso era um livrinho já em sua terceira edição e foi publicada pelo Bispo de Madrid, José María Cos y Macho, que concedeu seu imprimatur em 1899. Estes foram seguidos por reimpressão nos anos posteriores.
Nos Estados Unidos, as primeiras orações da novena foram compiladas pelo padre Joseph Chapoton, vice-provincial de Portland, Oregon. Após sua morte em 1925, os leigos acrescentaram mais orações e hinos ao livreto.
Esta talvez tenha sido a principal razão pela qual, por muitos anos, não houve um conjunto de orações de novena designadas para o Perpétuo Socorro. Por pesquisas nos Estados Unidos, numerosos textos variam da novena do Perpétuo Socorro usada nos centros redentoristas em Portland, Brooklyn, Boston, Massachusetts, Pensilvânia e Saint Louis, Missouri. Várias versões da Novena foram feitas e distribuídas a partir da agora fechada Igreja de Santa Filomena (Pittsburgh). Uma dessas cópias, datada de 1927, foi levada para Manila, nas Ilhas Filipinas.
Na Igreja Católica nas Filipinas, a novena foi recitada pela primeira vez na Igreja de São Clemente administrada pelos Redentoristas em La Paz, Iloilo, após a Segunda Guerra Mundial e ainda é recitada todas as quartas-feiras. Desde então, a prática da novena de quarta-feira se espalhou para a Igreja Baclaran, uma igreja administrada pelos Redentoristas em Metro Manila, em outras partes das Filipinas e na diáspora filipina.

## Imprimatur
Em 17 de maio de 1866, o Papa Pio IX concedeu originalmente a aprovação por meio da Sagrada Congregação dos Ritos em três orações específicas dedicadas ao título de Perpétuo Socorro. A essas orações foram concedidas uma indulgência de 100 dias.
O Bispo de Madrid, José María Cos y Macho, concedeu seu imprimatur sobre os primeiros livretos de novena compilados em 1899, seguido por uma reimpressão em 1902, 1917, 1927, 1935 (entre outras).
O Arcebispo de Chicago, o Cardeal George Mundelein, deu um Imprimatur para a novena do Perpétuo Socorro em língua polonesa na véspera do ano novo de 1934.
O Arcebispo de San Francisco John Joseph Mitty, concedeu sua licença em 26 de agosto de 1941 em uma reimpressão da versão original de 1927 em Portland.
O Arcebispo de Nova Iorque, Cardeal Francis Spellman, concedeu sua licença para as devoções da novena em Boston, Massachusetts, em 20 de junho de 1948.
O Arcebispo de Manila, Cardeal Rufino Santos, em 14 de abril de 1973, enquanto o imprimi potest foi dado pelo vice-provincial de Manila, frade redentorista Patrick Deane, CSsR.
O Arcebispo de Singapura, Michel Olçomendy, concedeu uma versão semelhante para a cidade de Novena, em Singapura em 28 de setembro de 1973.

## Conteúdo e ritual
- Mãe Imaculada (melodia do hino: a Imaculada Maria dos Pirenéus)
- Orações introdutórias (recitação opcional de cartas de petição e ação de graças)
- Maria Imaculada, Estrela da Manhã (hino)
- Orações de novena
- Oração pelo Lar
- Petições a Nossa Mãe do Perpétuo Socorro
- Consagração a Nossa Mãe do Perpétuo Socorro (todas as primeiras quartas-feiras do mês)
- Mãe de Cristo (hino) seguido de Bênção do Santíssimo Sacramento ou Santa Missa
- O Saving Victim (melodia do hino: O Salutaris Hostia ) †
- Oração de Ação de Graças
- Oração pelos Doentes
- Tantum Ergo †
- Louvores em Reparação da Blasfêmia
- O Santíssimo Sacramento (cantado ou recitado)
- Ave Maria (canção da Ave Maria)

† Em algumas comunidades, o O Salutaris Hostia e Tantum Ergo são cantados no latim original.
A Igreja nas Filipinas, por sua vez, usa uma melodia diferente para o Tantum Ergo, que é exclusiva do país.
Jaculatórias para namoro, contra tentações, ajuda financeira e o Memorare (Lembrai-vos) também são frequentemente adicionadas ao conjunto de orações.